# اچ‌ام‌اس چیچستر (۱۷۵۳)
اچ‌ام‌اس چیچستر (۱۷۵۳) (به انگلیسی: HMS Chichester (1753)) یک کشتی بود که طول آن ۱۶۰ فوت (۴۸٫۸ متر) بود. این کشتی در سال ۱۷۵۳ ساخته شد.